# Layla (film)
Ne doit pas être confondu avec Layla (chanson).
Pour plus de détails, voir Fiche technique et Distribution.
Layla est un film britannique écrit et réalisé par Amrou Al-Kadhi et sorti en 2024.
Ce film d'amour raconte l'histoire d'une drag queen arabe qui tombe amoureuse d'un homosexuel blanc.
La première mondiale du film a lieu dans la section World Cinema Dramatic Competition du Festival du film de Sundance 2024.

## Fiche technique
- Titre original : Layla
- Réalisation et scénario : Amrou Al-Kadhi
- Photographie : Craig Dean Devine
- Montage : Fiona Brands
- Musique : CJ Mirra et Ariyan Mehedi
- Costumes : Cobbie Yates
- Production : Savannah James-Bayly
- Direction artistique : Xenia Flint
- Pays de production :  Royaume-Uni
- Langues originales : anglais, arabe
- Format : couleur
- Genre : romantique
- Durée : 100 minutes
- Dates de sortie[2] :
  - États-Unis : 18 janvier 2024 (festival de Sundance)
  - Royaume-Uni : 16 octobre 2024 (festival de Londres)

## Distribution
- Bilal Hasna : Layla
- Louis Greatorex : Max
- Safiyya Ingar : Princy
- Terique Jarrett : Felix
- Darkwah : Lucilla
- Sarah Agha : Fatima
- Rebecca Lucy Taylor : Emily
- Baby (en) (drag queen) :
- Buket Kömür : Sara

## Galerie
Le réalisateur de Layla et ses deux interprètes principaux au Festival du film de Sundance de 2024 :

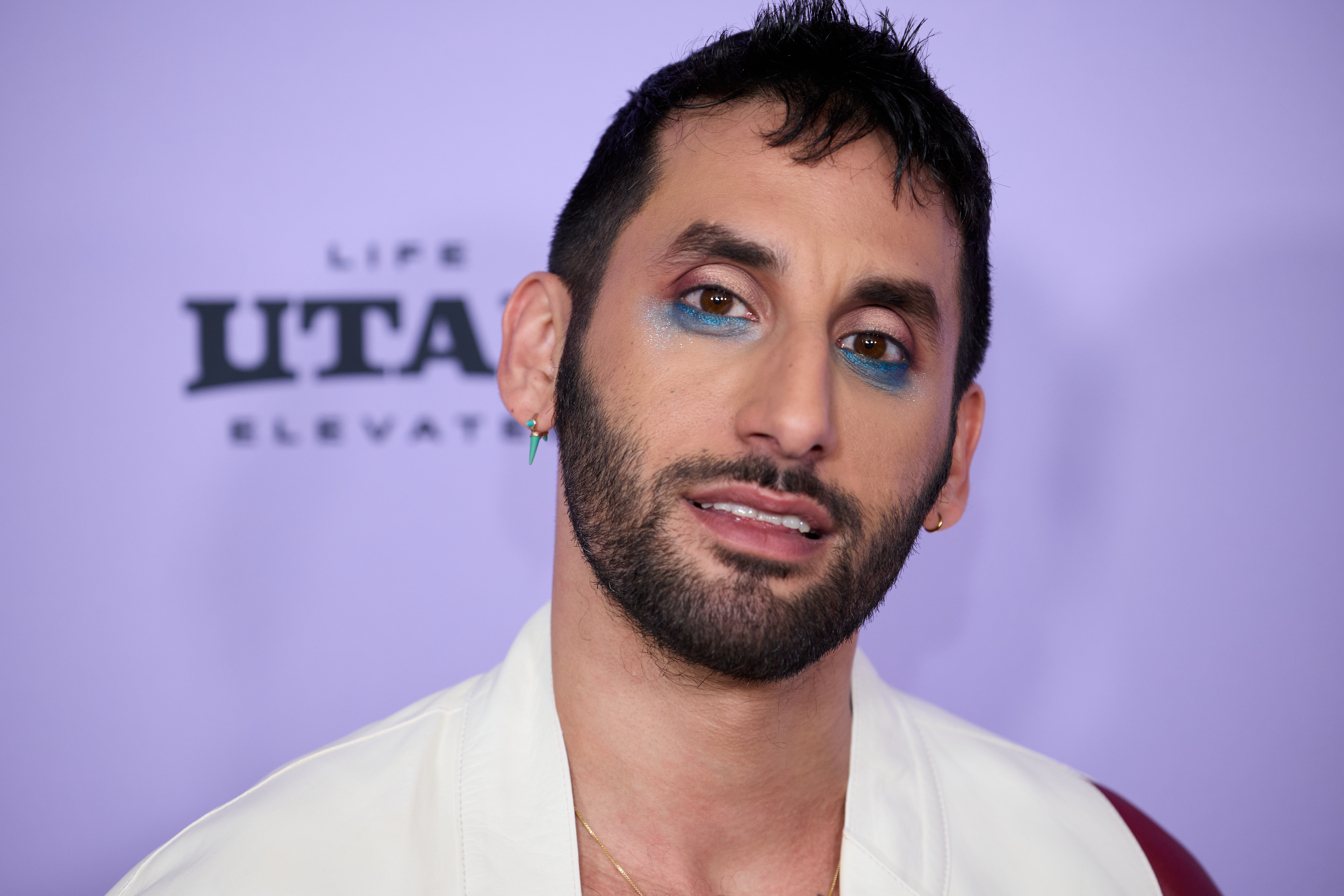
Amrou Al-Kadhi
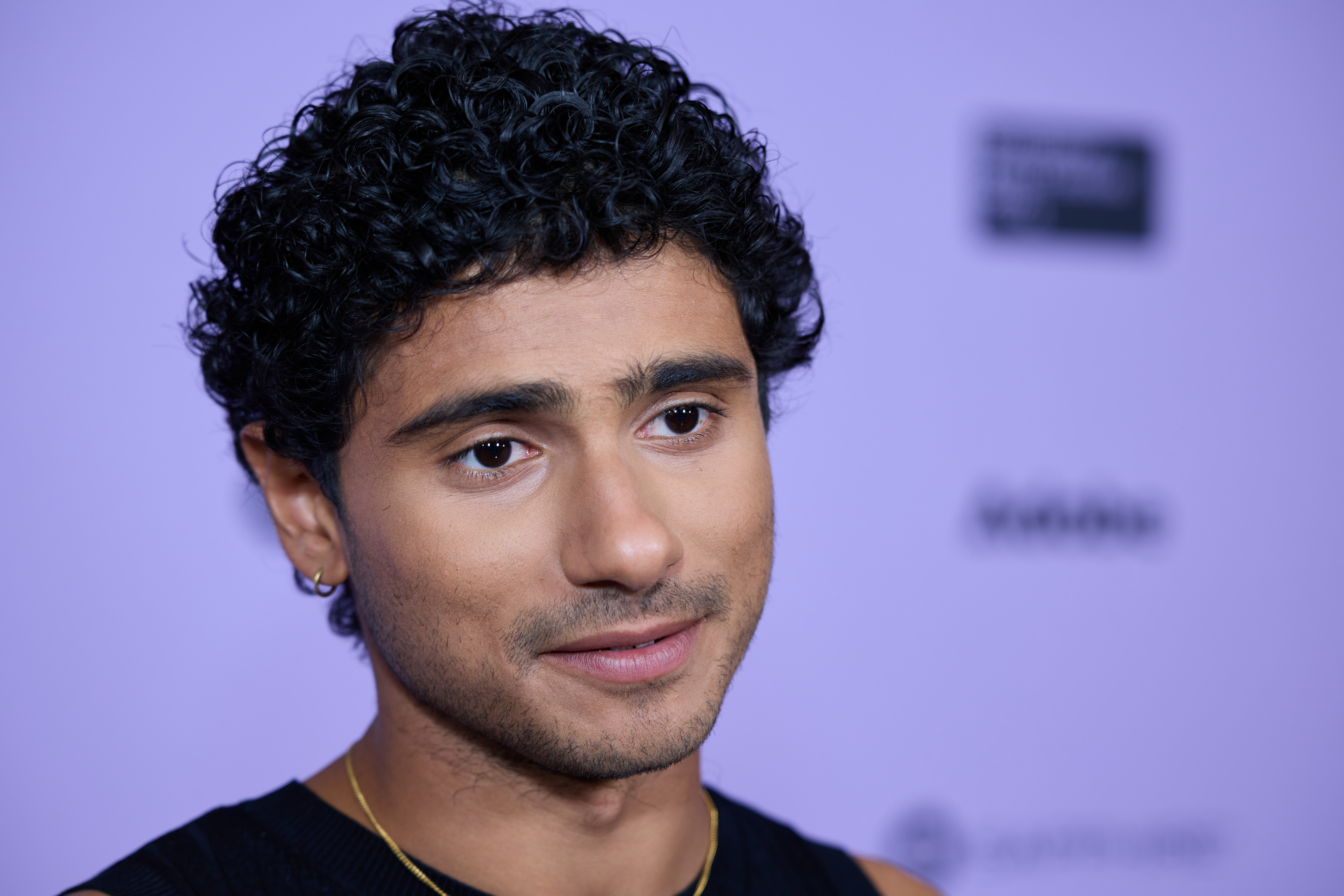
Bilal Hasna
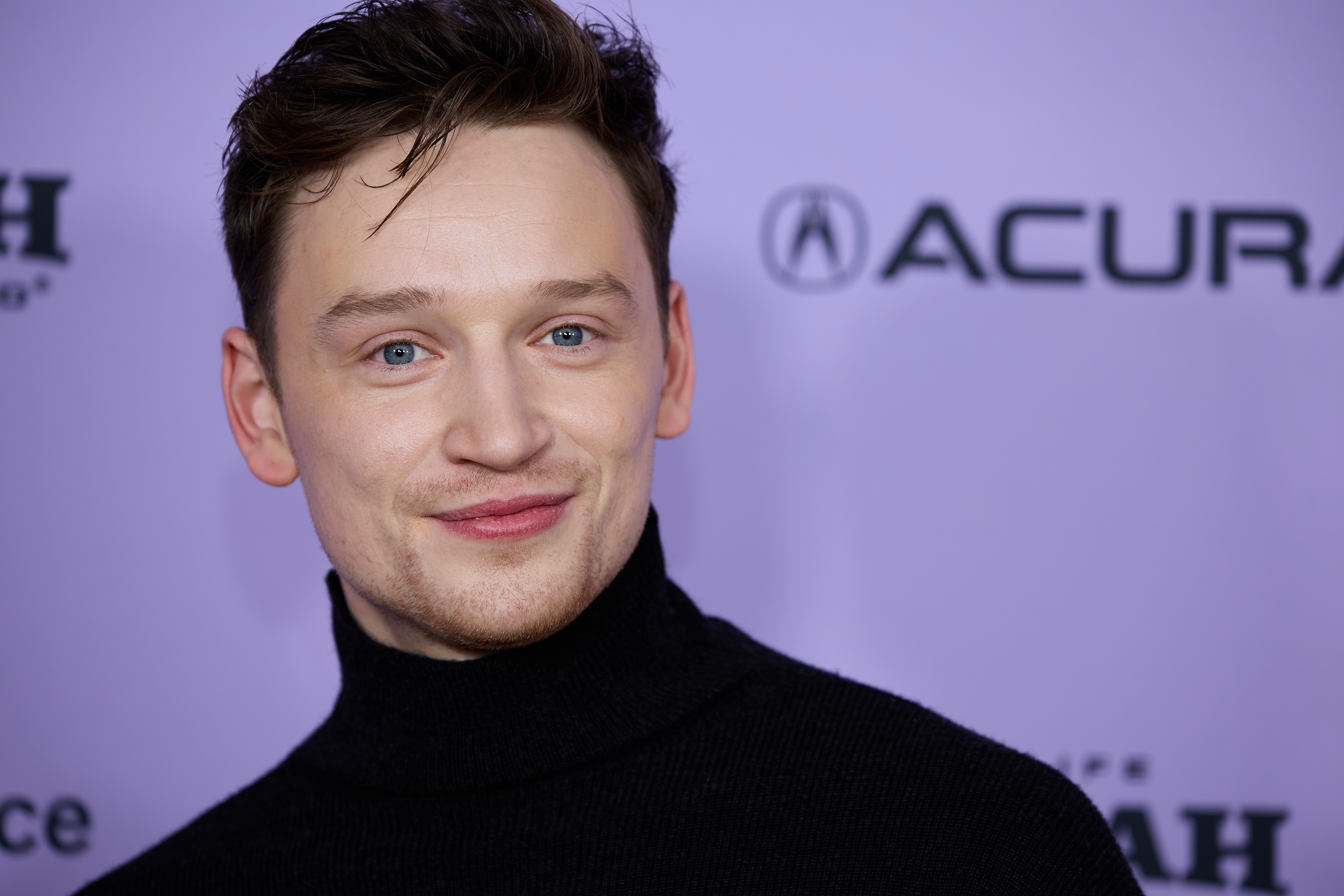
Louis Greatorex

## Production
Savannah James-Bayly a produit le film pour Fox Cub Films. Les producteurs exécutifs incluent Farhana Bhula de Film4, Kristin Irving de BFI, Mary Burke de Public Dreams, ainsi que Nina Yang Bongiovi et Forest Whitaker de Significant Productions. Le tournage principal s'est déroulé dans l'Est de Londres pendant six semaines et s'est terminé en décembre 2022,.
Film4 détient les droits de distribution télévisuelle au Royaume-Uni et en Irlande. Une première image a été partagée en décembre 2022. Layla a été sélectionnée par le BFI et le British Council pour la vitrine Great8 au Marché de Cannes 2023.